# Karl Punzer
Karl Punzer (* 18. Oktober 1912 in Steyr; † 5. Dezember 1944 in München) war ein österreichischer Widerstandskämpfer gegen den Nationalsozialismus.

## Leben
Punzer war von Beruf Tischler und arbeitete in den Steyr-Werken als Gewehrlaufrichter. Seit seinem 14. Lebensjahr war er in der Sozialistischen Jugend aktiv, im Jahr 1932 wechselte er zur Kommunistischen Jugend. 1934 beteiligte er sich in Steyr am bewaffneten Aufstand des Republikanischen Schutzbundes, er kämpfte in den Stellungen des Schutzbundes auf der Ennsleite. Nach dem „Anschluss Österreichs“ an das Deutsche Reich war er als Vorsitzender der illegalen KPÖ und im antifaschistischen Widerstand im Bezirk Steyr aktiv. So leitete er eine Widerstandszelle in den Steyr-Werken und warb bzw. schulte Arbeiter und Arbeiterinnen für den Widerstand. Im September 1942 wurden Punzer und zahlreiche weitere Widerstandskämpfer aus dem Bezirk Steyr verhaftet. Punzer kam in Linz in Gestapo-Haft, in der er über mehrere Wochen Misshandlungen ausgesetzt war. Im Februar 1943 wurde er in das Gefängnis München-Stadelheim gebracht. Aus Mangel an Beweisen (bzw. aufgrund erzwungener Geständnisse) wurde die erste Volksgerichtshofverhandlung im August 1943 gegen ihn und andere Steyrer Widerstandskämpfer vertagt. Im Rahmen der zweiten Verhandlung wurden Punzer, Josef Bloderer, Franz Draber, Hans Palme, Hans Riepl und Josef Ulram am 24. Mai 1944 vom Volksgerichtshof zum Tode verurteilt, weil sie durch die „Gründung und Beteiligung an einer marxistischen Unterstützungsaktion nach Art der Roten Hilfe“ den Hochverrat vorbereitet hätten. Ein weiterer Angeklagter, Max Petek, wurde zu fünf Jahren Zuchthaus verurteilt.
Am 30. November 1944 konnte Punzer gemeinsam mit Josef Bloderer und Franz Draber aus Stadelheim fliehen. Weil er aufgrund von monatelanger Folter und Unterernährung geschwächt war, brach er jedoch zusammen und konnte wieder gefangen genommen werden. Punzer wurde am 5. Dezember 1944 im Alter von 32 Jahren hingerichtet. Am Tag seiner Hinrichtung schrieb er in einem letzten Brief an seine Lebensgefährtin: „(...) Nun bitte ich Dich noch, verzeihe mir, daß ich so viel Sorge und Leid über Dich gebracht habe, das Du nie verdient hast. Meine einzige Rechtfertigung ist, daß ich im Bewußtsein – nichts Schlechtes zu tun – gehandelt habe. (…)“

## Gedenken
Im Steyrer Stadtteil Münichholz ist die zentrale Karl-Punzer-Straße und die Hauptschule nach ihm benannt.